# منطقة فلوره
منطقة فلوره (بالألبانية: Rrethi i Vlorës) هي واحدة من ستة وثلاثين منطقة تقع في ألبانيا وهي جزء من مقاطعة فلوره.[بحاجة لمصدر]